# Storbritannien i olympiska sommarspelen 1936
Storbritannien deltog med 208 deltagare vid de olympiska sommarspelen 1936 i Berlin. Totalt vann de fyra guldmedaljer, sju silvermedaljer och tre bronsmedaljer.

## Medaljer

### Guld
- Freddie Wolff, Godfrey Rampling, Bill Roberts och Godfrey Brown - Friidrott, 4 x 400 meter stafett.
- Harold Whitlock - Friidrott, 50 kilometer gång.
- Jack Beresford och Dick Southwood - Rodd, dubbelsculler.
- Christopher Boardman, Miles Bellville, Russell Harmer, Charles Leaf och Leonard Martin - Segling, 6 meter.

### Silver
- Godfrey Brown - Friidrott, 400 meter.
- Ernest Harper - Friidrott, maraton.
- Don Finlay - Friidrott, 110 meter häck.
- Eileen Hiscock, Violet Olney, Audrey Brown och Barbara Burke - Friidrott, 4 x 100 meter stafett.
- Dorothy Tyler-Odam - Friidrott, höjdhopp.
- David Dawnay, Bryan Fowler, Humphrey Patrick Guinness och William Hinde - Hästpolo.
- Thomas Bristow, Alan Barrett, Peter Jackson och John Sturrock - Rodd, fyra utan styrman.

### Brons
- Ernest Mills, Harry Hill, Ernest Johnson och Charles King - Cykling, lagförföljelse.
- Alec Scott, Edward Howard-Vyse och Richard Fanshawe - Ridsport, fälttävlan.
- Peter Scott - Segling, O-jolle.